# 尼崎市立尼崎高等学校
尼崎市立尼崎高等学校（あまがさきしりつ あまがさき こうとうがっこう）は、兵庫県尼崎市上ノ島町にある公立の高等学校。大正初期1913年に町立の実科高等女学校として創立し、尼崎市内の高校では最も古い。略称は「市尼」（いちあま、県立の尼崎高校〈けんあま〉と区別するため）。

## 概要
1913年（大正2年）兵庫県川辺郡尼崎町に尼崎町立実科高等女学校として創立した（文部省告示第80号3月29日付で設置と4月開校を認可。のちに尼崎市立高等女学校に改称）。
太平洋戦争後の学制改革に伴い、新制の高校「尼崎市立尼崎高等学校」に改編。全日制普通科を設置した（1学年240名）。2000年（平成12年）から体育科を併置している（1学年あたり80名）。
クラブ活動のバレー部は、男子が春高バレー（全日本バレーボール高等学校選手権大会）に兵庫県代表として32回、2019年（令和元年）まで21年間連続で出場している名門。
部活中に生徒への暴力や体罰が多発し、2019年のアンケートで全生徒950人のうち数十人が体罰を受けたと回答。生徒が意識を失うまで平手打ちしていたバレー部のコーチら教員6人が懲戒処分となった。市教委によると「同じ学校で一度に6人の懲戒処分者が出るのは極めて異例」としている（詳細は不祥事の項目を参照）。

## 沿革
- 1913年（大正2年） - 4月1日、尼崎町にて尼崎町立実科高等女学校開校[1]（のちの尼崎市南城内150番地）
- 1919年 - 4月1日、尼崎市立実科高等女学校が高等女学校に昇格し、尼崎市立高等女学校に改称（文部省 告示第9号2月6日付で認可[2]）
- 1948年（昭和23年） - 4月1日、学制改革により新制の高校の尼崎市立尼崎高等学校に改編（改称）。7月、男女共学化[7]
- 1966年 - 4月1日、尼崎市東富松字東貝原824番地[7] に移転（現在地）
- 1995年　ｰ　1月17日　阪神淡路大震災発生により、校舎使用不能。3月31日　プレハブ校舎の建設が終わる、旧校舎の取り壊しが始まる[8]。
- 1997年　-　12月26日～27日　新校舎が完成し引っ越し[9]。
- 2000年 - 4月1日、体育科を開設
- 2014年 - 4月17日、中華民国（台湾）の屏東県立大同高級中学（日本の高校に相当）と学校交流

## 基礎データ
- アクセス - 武庫之荘駅（阪急神戸本線）から徒歩約10分
- 姉妹校 - 大韓民国の南旨高等学校（2004年10月29日に姉妹校提携）

## 授業
授業の外国語の選択科目にハングル（韓国・朝鮮語）、中国語がある。また姉妹校の南旨高等校校（韓国）に当校の生徒代表を、当校に南旨高校の生徒代表を訪問させる交流がある。

## 部活動
吹奏楽部の顧問が沖縄県の伊良部島出身という縁で、甲子園に沖縄代表校が出場する際、遠方のため来場できない代表校の吹奏楽部に代わって、応援団に加わり「ハイサイおじさん」などを演奏している。2021年に行われた第93回選抜高等学校野球大会では、新型コロナウイルスの感染拡大を防ぐため、ブラスバンドの演奏が禁止されたため、出場校の吹奏楽部が事前に録音した音源を使用できることになったが、録音環境が無かったり吹奏楽部がない学校は、本校の吹奏楽部が演奏した音源を使用することができることになった。
運動部
- 硬式野球部 - 1983年、第65回全国高等学校野球選手権大会に初出場。3回戦敗退。2016年、第98回全国高等学校野球選手権大会に33年ぶり2回目の出場。1回戦敗退。
- 男子バレーボール部 - 全国高等学校総合体育大会バレーボール競技大会30回出場。2018年に優勝、2009年に準優勝。全国高等学校バレーボール選抜優勝大会13回、全日本バレーボール高等学校選手権大会25回出場。第77回でベスト4
- 女子バレーボール部 - 高校総体3位3回。春の高校バレー3位1回
- サッカー部 - 2017年、全国高等学校総合体育大会サッカー競技大会に初出場も1回戦敗退
- 男子バスケットボール部 - 全国高等学校総合体育大会バスケットボール競技大会（インターハイ）に4回出場
- 女子バスケットボール部 - 全国高等学校総合体育大会バスケットボール競技大会（インターハイ）6回、全国高等学校バスケットボール選手権大会（ウインターカップ）4回出場
- 男子体操競技部 - 全国高等学校体操競技選手権大会に8回、全国高等学校体操競技選抜大会7回、国民スポーツ大会体操競技9回出場。
- 女子体操競技部 - 全国高等学校体操競技選手権大会53回、国民体育大会体操競技48回出場。そのほか、全日本体操競技選手権大会13回、NHK杯体操選手権2回、国際ジュニア体操競技大会とイタリア国際体操競技大会、アジア競技大会体操競技に1回ずつ出場

- 軟式野球部
- 庭球部
- 卓球部
- ソフトボール部
- ラグビー部
- 水泳部
- 柔道部
- 陸上競技部
- 剣道部
- バドミントン部

文化部
- 吹奏楽部
- バトントワリング部
- 写真部
- 茶華道部
- 演劇部
- 美術部
- 電脳コミュニケーション部
- 文芸部
- ESS
- 数学部
- 物理部
- 化学部
- 生物部
- 園芸部
- 歴史部
- 箏曲部
- ソーイング部
- 漫画倶楽部
- 放送部

## 著名な卒業生

### 研究
- 佐川眞人 - 研究者・実業家。ネオジム磁石発明者でありエリザベス女王工学賞の第6回受賞者[11]。

### スポーツ
野球選手
- 清水稔 - 野球選手、元三菱重工神戸監督
- 池山隆寛 - プロ野球選手、東京ヤクルトスワローズ二軍監督（元スワローズ内野手）
- 金刃憲人 - プロ野球選手、元東北楽天ゴールデンイーグルス投手
- 小橋正佳 - プロ野球選手、元ヤクルトスワローズ投手
- 宮西尚生 - プロ野球選手、北海道日本ハムファイターズ投手

サッカー選手
- 福井諒司 - サッカー選手、FC琉球
- 吉田真史 - サッカー選手、元バンディオンセ加古川
- 上野輝人 - サッカー選手、FC岐阜

ラグビーユニオン選手
- 井之上明 - ラグビーユニオン選手、NTTドコモレッドハリケーンズ

バスケットボール選手
- 菊池宏之 - プロバスケットボール選手、高松ファイブアローズ
- 井上桃子 - バスケットボール選手

バレーボール選手
- 久原翼 - バレーボール選手、パナソニックパンサーズ
- 岩本大吾 - バレーボール選手、 ジェイテクトSTINGS
- 安井恒介 - バレーボー選手、 日本製鉄堺ブレイザーズ

陸上競技選手
- 高瀬無量 - 陸上競技（日清食品）
- ディーン元気 - 陸上競技やり投選手、ミズノ

柔道選手
- 垣田恵利 - 柔道選手

### 芸能
- 葦原邦子 - 宝塚歌劇団卒業生・女優
- 丘さとみ - 女優
- 岡八朗 - 吉本新喜劇コメディアン
- 南果歩 - 女優
- 矢野勝也 - 漫才師「矢野・兵動」

### 芸術
- 士郎正宗 - 漫画家

### 政治・実業家・競艇選手
- 数原魁 - ボートレーサー（高校時代はサッカー部）
- 林泰宏 - 元プロ野球選手。元入や萬成証券社長

## 高校関係組織
- 市立尼崎高等学校同窓会 - 同窓会。固有の団体名は無し

## 不祥事

### 障害生徒を不合格、訴訟に
1991年（平成3年）3月19日、入学希望の障害者の生徒の合格を取り消し、訴訟となる。

### バレー部と硬式野球部で暴力
2019年（令和元年）5月、バレー部のコーチによる暴力事件が発覚。28歳男性コーチは、生徒が意識を失うまで平手打ちしていた上、監督の51歳教諭も救急車を呼ばず報告もしなかった。硬式野球部でも、部長の39歳男性教諭が、生徒の頭や胸を強く押すなど10件以上の体罰を加えていた。

### 水泳部いじめ複数、市教委も放置2年間
2020年2月、水泳部女性部員によるいじめ事件について市教育委員会が調査を進めていることが公表。被害生徒は2017年夏ごろから複数女子部員に仲間外れにされ、悪口を言われ、11月から不登校となり、保護者から「重大事態に当たるので調べてほしい」と申告したが、高校も市教委も2年以上放置。生徒は2018年3月に退学したが、別の部員も2019年夏以降に被害を訴えて不登校になっている。尼崎市教委が設置した第三者委員会は2021年3月17日に、いじめの存在があったと認定した上で、ミーティングで被害生徒が逆に責められたり謝罪させられるなどしたことが不登校に繋がったと指摘。また市教委は、2017年の件について、当時の男性教頭らが被害生徒の転学願を無断作成したことが判明したとして、同年2月26日付で教頭ら2人を懲戒処分に。

### 硬式野球部におけるサイン盗み強要問題
2020年9月に、当時硬式野球部でコーチを務めていた20歳代の男性が、秋季兵庫県大会の3回戦の前日にベンチ入りの選手11人に対し、サイン盗みを強要した上、他の部員や親に口止めもしていたことが、2022年12月になって明らかになった。従わなければ試合に出さないと脅迫も行っており、部員の中には、ショックでうつ病を発症したのもいた。同校は当該コーチについて契約を解除し、監督についても2021年3月まで指導を自粛させた。